# Una finestra sul cielo
Una finestra sul cielo (The Other Side of the Mountain) è un film del 1975 diretto da Larry Peerce e tratto dal libro biografico The Other Side of the Mountain di E. G. Valens.

## Trama
Jill Kinmont, giovanissima campionessa di sci, subisce un grave incidente durante una gara. Le conseguenze sono drammatiche: la ragazza diviene tetraplegica.

## Riconoscimenti
- 1976 - Premio Oscar
  - Candidatura Miglior canzone (Richard's Window) a Charles Fox e Norman Gimbel

- 1976 - Golden Globe
  - Candidatura Migliore attrice in un film drammatico a Marilyn Hassett
  - Migliore attrice debuttante a Marilyn Hassett
  - Candidatura Migliore colonna sonora originale a Charles Fox
  - Candidatura Migliore canzone originale (Richard's Window) a Charles Fox e Norman Gimbel